# Steve Bender
Steve Bender (Maguncia, 2 de noviembre de 1946 – Múnich, 7 de mayo de 2006) fue un cantante, compositor, letrista y productor musical alemán. Es conocido por su participación en el grupo de Música Disco y Pop Dschinghis Khan.

## Carrera con el grupo
Bender es uno de los integrantes del grupo con el que representó a Alemania en 1979 con la canción del mismo nombre. Su actuación le permitió escalar al cuarto lugar en la competencia y así ganó cierta notoriedad. Gracias a esto, nacieron otros éxitos como Moscú, Loreley, Pistolero o incluso Hajji Halef Omar. Se lanzaron otros álbumes como Huh Hah Genghis Khan en 1993 e History en 1999, que Bender hizo en colaboración con Leslie Mandoki para la televisión japonesa. Una de las últimas actividades de Bender en el grupo fue durante el concierto que dio Dschinghis Khan en el Salón Olímpico de Moscú frente a más de 30.000 aficionados, en el mes de diciembre de 2005, a unos meses antes de su muerte.

## Carrera en solitario
Steve Bender también disfrutó del éxito algún tiempo antes de su Festival de la Canción de Eurovisión, en 1976 con The Final Thing que lo colocó en el Billboard Top 10 en los Estados Unidos, así como en varios otros países como Canadá, Japón, Rusia e incluso fue el primer artista alemán con Dschinghis Khan en alcanzar la cima de las listas israelíes. En su carrera, publicó nada menos que 19 singles, 3 álbumes internacionales y trabajó con diez compañías discográficas.

## Muerte
Steve Bender murió el 7 de mayo de 2006 después de un largo cáncer. Es el segundo miembro del grupo en desaparecer después de Louis Hendrik Potgieter, quien murió en 1994. Deja atrás a su esposa e hija, Melanie Bender, también cantante, cuyo segundo álbum produjo.